# Tsamaya

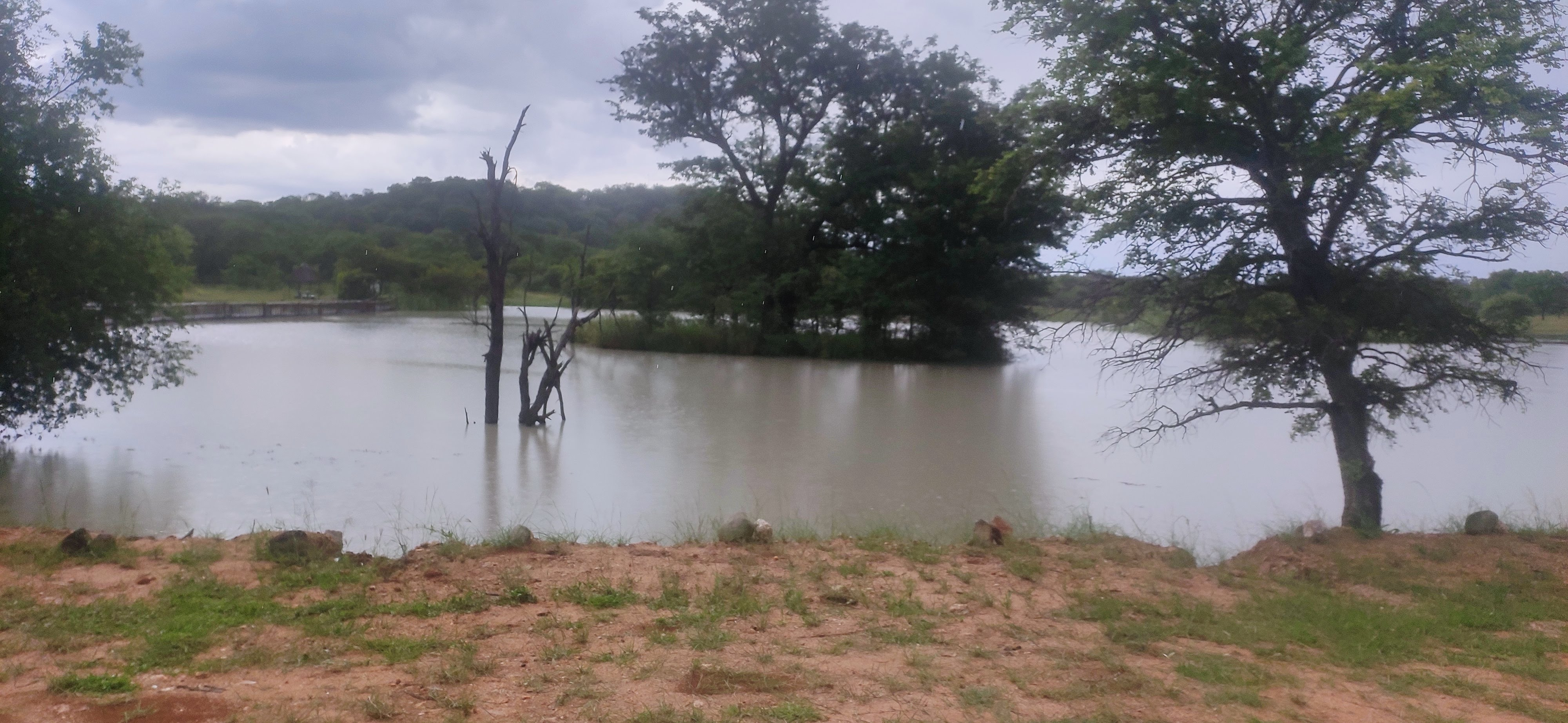
Lodge au bord de l'eau à Tsamaya.

Tsamaya est une ville du Botswana.